# Беккер, Беньямин
Бе́ньямин Бе́ккер (нем. Benjamin Becker; родился 16 июня 1981 года в Мерциге, ФРГ) — немецкий теннисист; победитель одного турнира ATP в одиночном разряде.

## Общая информация
Беньямин — старший из двух детей Ульрике и Йорга Беккеров; его сестру зовут Катрин. Не имеет родственных связей с экс-первой ракеткой мира Борисом Беккером.
В теннисе с семи лет. Любимое покрытие — хард, лучшие удары — подача и форхенд.
Между юниорской карьерой и окончательным переходом в протур Беньямин в 2001-05 годах учился в Бэйлорском университете в Уэйко, США (специализируясь в области финансов и международного бизнеса) и выступал за него в NCAA. В 2004-05 годах Беккер выигрывал местный одиночный турнир, а его университет дважды добирался до финала соревнования мужских команд и выиграл один титул.

## Спортивная карьера
Первый титул на турнирах серии «фьючерс» Беккер завоевал в октябре 2005 года и до конца сезона смог в целом взять четыре трофея на «фьючерсах» в одиночном разряде. В марте 2006 года он выиграл первый для себя турнир серии «челленджер», который проводился в Салинасе. В июне того же года Беньямин дебютирует в основных соревнованиях ATP-тура, пройдя через квалификацию на турнир в Халле. Здесь он сыграл в первом раунде против № 15 в мире Томаша Бердыха и проиграл ему. Через квалификацию Беккер отобрался и на первый в карьере турнир из серии Большого шлема — Уимблдон. Немецкий теннисист смог обыграть в первом раунде Хуана Игнасио Челу и выйти во второй. В августе он через квалификацию пробился и на Открытый чемпионат США. Беккер смог достойно выступить на турнире и обратить на себя внимание, обыграв в третьем раунде знаменитого Андре Агасси в его последнем в карьере матче. В борьбе за четвертьфинал он проиграл № 10 в мире Энди Роддику. После выступления в США Беккер впервые попал в Топ-100 мирового рейтинга. В октябре на турнире в Токио он смог выйти в полуфинал, где встретился с первой ракеткой мира Роджером Федерером и проиграл ему. По результатам сезона 2006 года получил награду Ассоциации теннисистов-профессионалов в категории «Новичок года».
В начале февраля 2007 года Беккер смог сыграть в полуфинале турнира в Делрей-Бич. Через неделю после этого он дебютировал за сборную Германии в Кубке Дэвиса, однако проиграл 2 одиночных матча в противостоянии со сборной Хорватии. Ещё через неделю на турнире в Сан-Хосе Беккер смог выйти в полуфинал. В конце сентября он сыграл дебютный финал АТП на турнире в Бангкок. Для попадания в него Беньямину пришлось обыграть представителя Топ-10 Томаша Бердых в 1/2 финала (3-6, 6-4, 6-4). В решающем матче за титул Беккера разгромил россиянин Дмитрий Турсунов — 2-6, 1-6.
В первой половине 2008 года Беккер лишь дважды добирался до четвертьфиналов АТП и потерял место в Топ-100. На Уимблдонском турнире в матче первого раунда он смог победить четвёртую ракетку мира Николая Давыденко, однако в следующем раунде он проиграл. Из-за низкого рейтинга в начале 2009 года Беккер чаще выступает на турнирах серии «челленджер» и с февраля по май выиграл четыре титула на них: Хайльбронне, Батон-Руже, Родосе и Кремоне. Эти результаты позволили Беккеру вернуть место в первой сотне рейтинга. В июне он триумфально выступил на турнире АТП в Хертогенбосе. Начав свои выступления с квалификационных раундах, Беккер выиграл подряд семь матчей, в том числе и у № 8 в мире Фернандо Вердаско во втором раунде. В финале он победил местного теннисиста Рамона Слёйтера со счётом 7-5, 6-3. Этот титул стал единственным в профессиональной карьере Беккера на турнирах АТП. Летом на турнире в Лос-Анджелесе он смог выйти в финал в парном разряде в дуэте с Франком Мозером.
Ещё один раз в парном финале он сыграл в феврале 2010 года на турнире в Сан-Хосе в альянсе с Леонардо Майером. В марте 2010 года Беньямин вновь был вызван в сборную Германии и вновь уступил 2 одиночных матчах, на этот раз французам. В июне на турнире в Халле Беккер выиграл № 5 в мире Николая Давыденко и доиграл до полуфинала. Такого же результат он добился на турнире в Хертогенбосе. Следующий раз попасть в 1/2 финала ему удалось уже осенью на турнире в Бангкоке. По ходу того турнира он смог победить № 8 в мире Фернандо Вердаско. Еще раз обыграть испанца из Топ-10 ему удалось в начале 2011 года на турнире в Брисбене. С апреля по ноябрь 2011 года Беккер не выступал в туре и скатился в рейтинге в четвёртую сотню. 
В феврале 2012 года на турнире в Мемфисе Беккер смог выйти в полуфинал. В июне он выиграл «челленджер» на траве в Ноттингеме. Ещё один «челленджер» в том сезоне он выиграл в ноябре в Ортизеи. В 2013 году Беккер выиграл два «челленджера»: в Стамбуле и Эккентале. В июне 2014 года Беккер во второй раз в карьере сыграл в финале турнира в Хертогенбосе. На этот раз победить он не смог, в решающей встрече Беньямин проиграл испанцу Роберто Баутисте Агуту — 6-2, 6-7(2), 4-6. В июле он вышел в полуфинал турнира в Атланте. В сентябре до 1/2 финала он дошёл на турнире в Токио. В конце октября в одиночном рейтинге Беккер поднялся на наивысшее для себя — 35-е место в профессиональной карьере.
На Открытом чемпионате Австралии 2015 года Беккер впервые в карьере вышел в третий раунд. Также впервые до третьего раунда он добрался в мае на Открытом чемпионате Франции. В октябре он смог выйти в полуфинал турнира в Куала-Лумпуре. Профессиональную карьеру Беньямин завершил в июне 2017 года после неудачной попытки отобраться на Уимблдон через квалификацию.

## Рейтинг на конец года
| Год  | Одиночный рейтинг | Парный рейтинг |
| 2017 | 519               |                |
| 2016 | 119               | 392            |
| 2015 | 97                | 184            |
| 2014 | 40                | 195            |
| 2013 | 79                | 219            |
| 2012 | 65                | 147            |
| 2011 | 304               | 189            |
| 2010 | 53                | 90             |
| 2009 | 40                | 127            |
| 2008 | 129               | 584            |
| 2007 | 84                | 103            |
| 2006 | 58                | 260            |
| 2005 | 420               | 729            |
| 2002 | 944               | 1536           |
| 2000 | 810               | 1466           |

По данным официального сайта ATP на последнюю неделю года.

## Выступления на турнирах

### Финалы турнировATPв одиночном разряде (3)

#### Победы (1)
| Легенда                    |
| -------------------------- |
| Турниры Большого шлема (0) |
| Финал АТР-тура (0)         |
| ATP Мастерс 1000 (0)       |
| АТР 500 (0)                |
| АТР 250 (1)                |

| Титулы по покрытиям | Титулы по месту проведения матчей турнира |
| ------------------- | ----------------------------------------- |
| Хард (0)            | Зал (0)                                   |
| Грунт (0)           | Зал (0)                                   |
| Трава (1)           | Открытый воздух (1)                       |
| Ковёр (0)           | Открытый воздух (1)                       |

| №  | Дата         | Турнир                  | Покрытие | Соперник в финале | Счёт    |
| 1. | 20 июня 2009 | Хертогенбос, Нидерланды | Трава    | Рамон Слёйтер     | 7-5 6-3 |

#### Поражения (2)
| №  | Дата             | Турнир                  | Покрытие | Соперник в финале     | Счёт           |
| 1. | 30 сентября 2007 | Бангкок, Таиланд        | Хард(i)  | Дмитрий Турсунов      | 2-6 1-6        |
| 2. | 21 июня 2014     | Хертогенбос, Нидерланды | Трава    | Роберто Баутиста Агут | 6-2 6-7(2) 4-6 |

### Финалы челленджеров и фьючерсов в одиночном разряде (23)

#### Победы (13)
| Условные обозначения |
| Челленджеры (9)      |
| Фьючерсы (4+2)       |

| Титулы по покрытиям | Титулы по месту проведения матчей турнира |
| ------------------- | ----------------------------------------- |
| Хард (10+2)         | Зал (5+1)                                 |
| Грунт (0)           | Зал (5+1)                                 |
| Трава (1)           | Открытый воздух (8+1)                     |
| Ковёр (2)           | Открытый воздух (8+1)                     |

| №   | Дата            | Турнир                    | Покрытие | Соперник в финале  | Счёт                |
| 1.  | 9 октября 2005  | Лагуна-Нигел, США         | Хард     | Зак Флейшман       | 6-3 6-4             |
| 2.  | 30 октября 2005 | Уэйко, США                | Хард     | Скотт Оудсема      | 7-6(4) 6-1          |
| 3.  | 13 ноября 2005  | Римуски, Канада           | Хард(i)  | Ли Чайлдс          | 3-6 6-3 6-4         |
| 4.  | 20 ноября 2005  | Монреаль, Канада          | Хард(i)  | Росс Хатчинс       | 6-4 6-4             |
| 5.  | 19 марта 2006   | Салинас, Эквадор          | Хард     | Джесси Уиттен      | 4-6 6-3 6-2         |
| 6.  | 1 февраля 2009  | Хайльбронн, Германия      | Ковёр(i) | Кароль Бек         | 6-4 6-4             |
| 7.  | 11 апреля 2009  | Батон-Руж, США            | Хард     | Раджив Рам         | 6-2 3-6 6-4         |
| 8.  | 3 мая 2009      | Родос, Греция             | Хард     | Симон Штадлер      | 7-5 6-3             |
| 9.  | 24 мая 2009     | Кремона, Италия           | Хард     | Изак ван дер Мерве | 7-6(3) 6-1          |
| 10. | 10 июня 2012    | Ноттингем, Великобритания | Трава    | Дмитрий Турсунов   | 4-6 6-1 6-4         |
| 11. | 11 ноября 2012  | Ортизеи, Италия           | Хард(i)  | Андреас Сеппи      | 6-1 6-4             |
| 12. | 14 июля 2013    | Стамбул, Турция           | Хард     | Дуди Села          | 6-1 2-6 3-2 — отказ |
| 13. | 3 ноября 2013   | Эккенталь, Германия       | Ковёр(i) | Рубен Бемельманс   | 2-6 7-6(3) 6-4      |

#### Поражения (10)
| №   | Дата             | Турнир                    | Покрытие | Соперник в финале      | Счёт               |
| 1.  | 17 сентября 2000 | Касива, Япония            | Хард     | Суванди Суванди        | 7-6(11) 4-6 6-7(4) |
| 2.  | 19 февраля 2006  | Джоплин, США              | Хард(i)  | Джесси Уиттен          | 3-6 6-7(6)         |
| 3.  | 16 апреля 2006   | Валенсия, США             | Хард     | Фредерик Нимейер       | 6-4 3-6 2-6        |
| 4.  | 6 августа 2006   | Сеговия, Испания          | Хард     | Хуан Мартин дель Потро | 4-6 7-5 4-6        |
| 5.  | 19 ноября 2006   | Днепропетровск, Украина   | Хард(i)  | Дмитрий Турсунов       | 6-7(7) 4-6         |
| 6.  | 9 мая 2009       | Рамат-ха-Шарон, Израиль   | Хард     | Лу Яньсюнь             | 3-6 1-3 — отказ    |
| 7.  | 9 июня 2013      | Ноттингем, Великобритания | Трава    | Мэттью Эбден           | 5-7 6-4 5-7        |
| 8.  | 11 октября 2015  | Монс, Бельгия             | Хард(i)  | Илья Марченко          | 2-6 7-6(8) 4-6     |
| 9.  | 8 ноября 2015    | Эккенталь, Германия       | Ковёр(i) | Михаил Южный           | 5-7 3-6            |
| 10. | 25 сентября 2016 | Колумбус, США             | Хард(i)  | Микаэль Торпегард      | 4-6 6-1 2-6        |

### Финалы турнировATPв парном разряде (2)

#### Поражения (2)
| №  | Дата            | Турнир            | Покрытие | Партнёр        | Соперники в финале     | Счёт       |
| 1. | 2 августа 2009  | Лос-Анджелес, США | Хард     | Франк Мозер    | Боб Брайан Майк Брайан | 4-6 6-7(2) |
| 2. | 14 февраля 2010 | Сан-Хосе, США     | Хард(i)  | Леонардо Майер | Марди Фиш Сэм Куэрри   | 6-7(3) 5-7 |

### Финалы челленджеров и фьючерсов в парном разряде (7)

#### Победы (2)
| №  | Дата            | Турнир          | Покрытие | Партнёр         | Соперники в финале          | Счёт           |
| 1. | 30 октября 2005 | Уэйко, США      | Хард     | Джейсон Маршалл | Юхан Брунстрём Фил Столт    | 6-3 7-6(4)     |
| 2. | 6 ноября 2005   | Торонто, Канада | Хард(i)  | Фил Столт       | Йордан Канев Марко Круньола | 7-6(4) 4-6 6-4 |

#### Поражения (5)
| №  | Дата             | Турнир             | Покрытие | Партнёр          | Соперники в финале                 | Счёт              |
| 1. | 19 февраля 2006  | Джоплин, США       | Хард(i)  | Симон Гройль     | Генри Аджей-Дарко Лесли Джозеф     | 3-6 6-7(3)        |
| 2. | 17 апреля 2011   | Афины, Греция      | Хард     | Маттиас Бахингер | Колин Флеминг Скотт Липски         | Без игры          |
| 3. | 15 сентября 2013 | Петанж, Люксембург | Хард(i)  | Тобиас Камке     | Кен Скупски Нил Скупски            | 3-6 7-6(5) [7-10] |
| 4. | 10 ноября 2013   | Ортизеи, Италия    | Хард(i)  | Даниэле Браччали | Кристофер Кас Тим Пютц             | 2-6 5-7           |
| 5. | 22 марта 2015    | Ирвинг, США        | Хард     | Филипп Пецшнер   | Роберт Линдстедт Сергей Стаховский | 4-6 4-6           |

## Факты
- В 2006 году в 3-м круге Открытого чемпионата США Беккер обыграл 36-летнего американца Андре Агасси со счётом 7-5 6-74 6-4 7-5. Этот матч стал последним для знаменитого американца, после него он объявил о завершении карьеры.
- В том же году на турнире в Токио матч Беккера против чеха Иржи Новака закончился в 3 часа 34 минуты ночи по местному времени. Это одно из самых поздних окончаний матчей в истории АТП. Беккер сумел выиграть тот матч со счётом 3-6 6-3 7-64.